# فردیناند کوهن

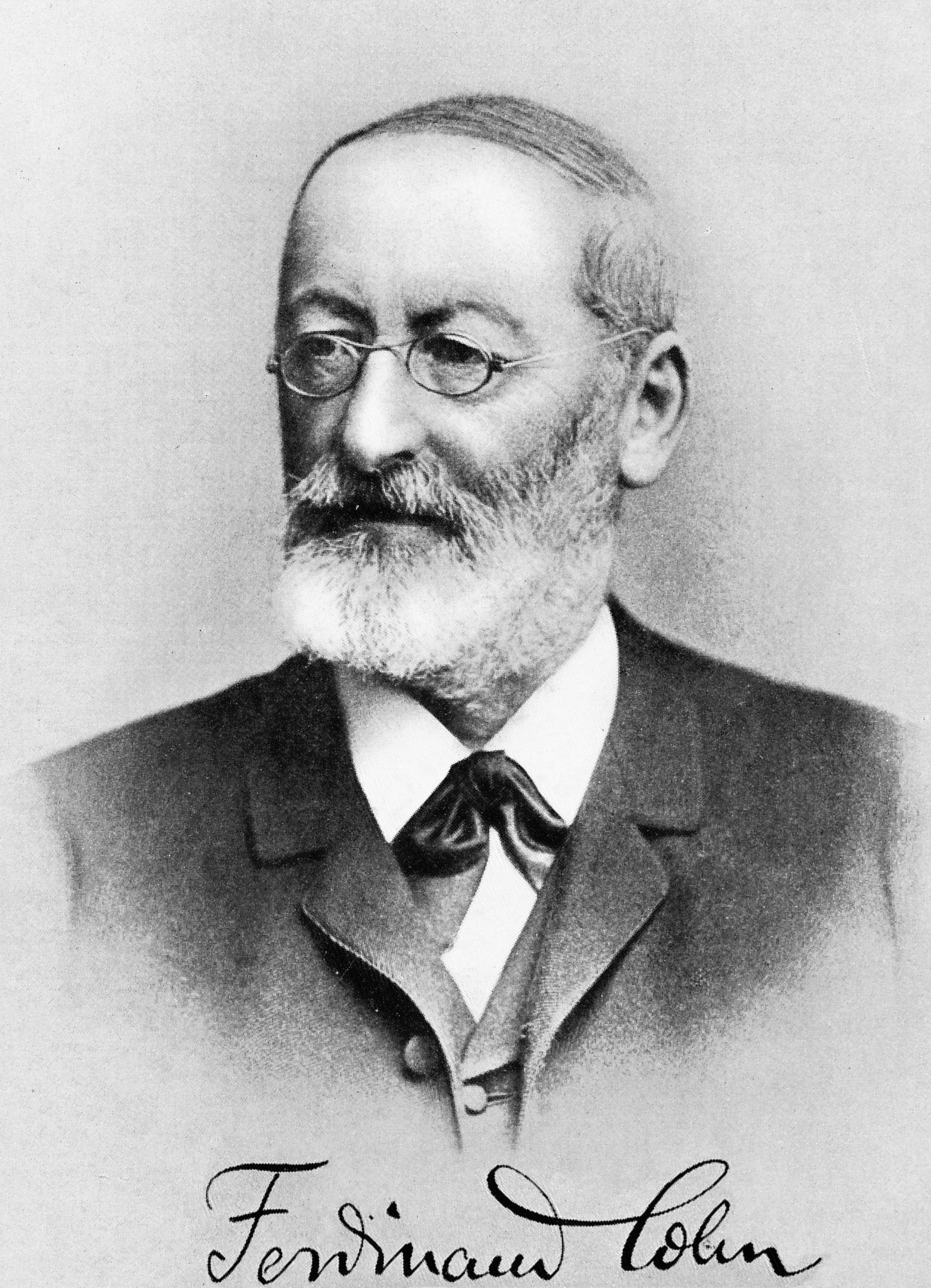
فردیناند یولیوس کوهن.

فردیناند یولیوس کوهن (به آلمانی: Ferdinand Julius Cohn) (زاده ۲۴ ژانویه ۱۸۲۸ - درگذشته ۲۵ ژوئن ۱۸۹۸) زیست‌شناس آلمانی بود که از او به‌عنوان پایه‌گذاران اصلی میکروبیولوژی و باکتری‌شناسی یاد می‌شود. فردیناند کوهن در سال ۱۸۲۸ در شهر وروتسواف که در لهستان امروزی واقع است در خانواده‌ای یهودی به دنیا آمد. او اولین شخصی بود که موفق به طبقه‌بندی جلبک‌ها در گروه گیاهان و انواع مختلف باکتری‌ها شد.